# Kuter (typ ożaglowania)

Kuter z ożaglowaniem bermudzkim

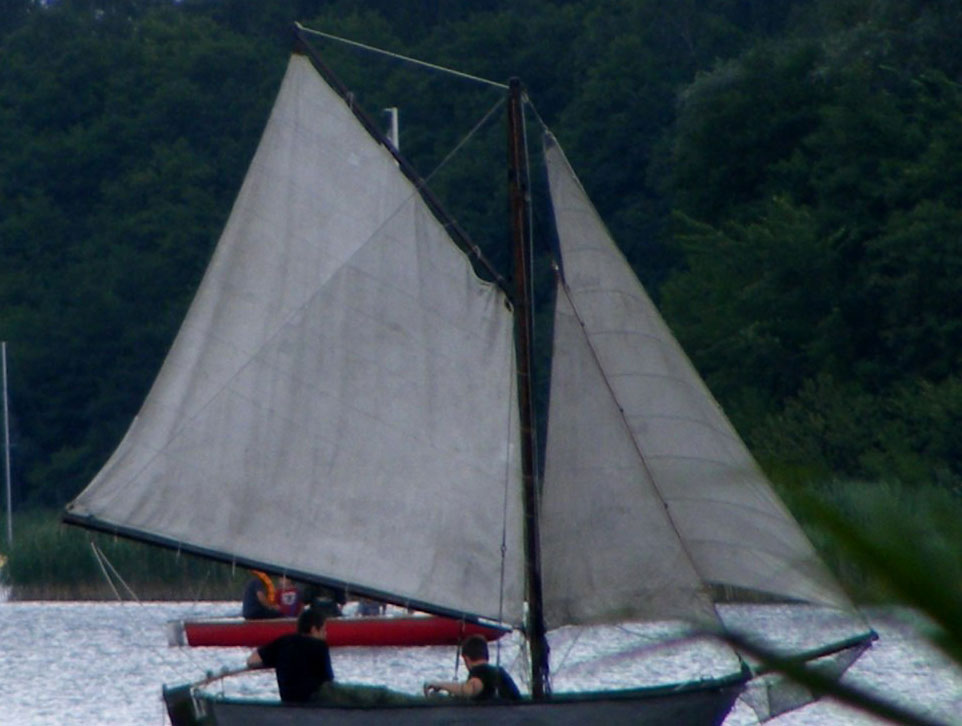
Kuter gaflowy z grotem, fokiem i kliwrem

Kuter – jednomasztowy jacht żaglowy mający dwa albo trzy przednie żagle (sztaksle). Maszt na kutrze jest zazwyczaj usytuowany bliżej środka łodzi (mniej wysunięty ku przodowi) niż w slupie, co pozwala na postawienie większej liczby sztaksli. Położenie masztu było dawniej podstawą do rozróżnienia tych dwóch typów: kuter posiadał maszt w połowie długości, lub nawet bliżej rufy, natomiast slup pomiędzy środkiem a dziobem.
Kuter może nosić grot gaflowy (w takim przypadku możliwy jest również topsel) lub grot bermudzki. Nazywany jest wtedy odpowiednio kutrem gaflowym lub kutrem bermudzkim.